# Vívás az 1928. évi nyári olimpiai játékokon
Az 1928. évi nyári olimpiai játékokon vívásban hét versenyszámot rendeztek. Férfi vívásban mindhárom fegyvernemben rendeztek egyéni és csapatversenyeket is, női vívásban az olimpiák történetében második alkalommal rendeztek egyéni tőrvívásban versenyt.

## Éremtáblázat
(Magyarország és a hazai csapat eltérő háttérszínnel, az egyes számoszlopok legmagasabb értéke, vagy értékei vastagítással kiemelve.)
| Az 1928. évi nyári olimpiai játékok éremtáblázata vívásban | Az 1928. évi nyári olimpiai játékok éremtáblázata vívásban | Az 1928. évi nyári olimpiai játékok éremtáblázata vívásban | Az 1928. évi nyári olimpiai játékok éremtáblázata vívásban | Az 1928. évi nyári olimpiai játékok éremtáblázata vívásban | Olimpia  |
| ---------------------------------------------------------- | ---------------------------------------------------------- | ---------------------------------------------------------- | ---------------------------------------------------------- | ---------------------------------------------------------- | -------- |
|                                                            | Ország                                                     | Arany                                                      | Ezüst                                                      | Bronz                                                      | Összesen |
| 1.                                                         | Franciaország (FRA)                                        | 2                                                          | 3                                                          | 0                                                          | 5        |
| 2.                                                         | Olaszország (ITA)                                          | 2                                                          | 1                                                          | 2                                                          | 5        |
| 3.                                                         | Magyarország (HUN)                                         | 2                                                          | 1                                                          | 0                                                          | 3        |
| 4.                                                         | Németország (GER)                                          | 1                                                          | 1                                                          | 1                                                          | 3        |
|                                                            |                                                            |                                                            |                                                            |                                                            |          |
| 5.                                                         | Nagy-Britannia (GBR)                                       | 0                                                          | 1                                                          | 0                                                          | 1        |
|                                                            |                                                            |                                                            |                                                            |                                                            |          |
| 6.                                                         | Argentína (ARG)                                            | 0                                                          | 0                                                          | 1                                                          | 1        |
| 6.                                                         | Lengyelország (POL)                                        | 0                                                          | 0                                                          | 1                                                          | 1        |
| 6.                                                         | Portugália (POR)                                           | 0                                                          | 0                                                          | 1                                                          | 1        |
| 6.                                                         | Egyesült Államok (USA)                                     | 0                                                          | 0                                                          | 1                                                          | 1        |
|                                                            |                                                            |                                                            |                                                            |                                                            |          |
| Összesen                                                   | Összesen                                                   | 7                                                          | 7                                                          | 7                                                          | 21       |

## Érmesek

### Férfi
| Az 1928. évi nyári olimpiai játékok férfi érmesei vívásban | | | |
| Versenyszám                                                | Arany | Ezüst | Bronz |
| tőr, egyéni                                                | Lucien Gaudin · Franciaország (FRA) | Erwin Casmir · Németország (GER)                                                                                          | Giulio Gaudini · Olaszország (ITA)                                                                                                  |
| kard, egyéni                                               | Tersztyánszky Ödön · Magyarország (HUN)                                                                                                  | Petschauer Attila · Magyarország (HUN)                                                                                    | Bino Bini · Olaszország (ITA) |
| párbajtőr, egyéni                                          | Lucien Gaudin · Franciaország (FRA) | Georges Buchard · Franciaország (FRA)                                                                                     | George Calnan · Egyesült Államok (USA)                                                                                              |
| tőr, csapat                                                | Olaszország (ITA) · Ugo Pignotti · Oreste Puliti · Giulio Gaudini · Giorgio Pessina · Giorgio Chiavacci · Gioacchino Guaragna            | Franciaország (FRA) · Lucien Gaudin · Philippe Cattiau · Roger Ducret · André Labatut · Raymond Flacher · André Gaboriaud | Argentína (ARG) · Roberto Larraz · Raúl Anganuzzi · Luis Lucchetti · Héctor Lucchetti · Carmelo Camet                               |
| kard, csapat                                               | Magyarország (HUN) · Tersztyánszky Ödön · Gombos Sándor · Garay János · Rády József · Petschauer Attila · Glykais Gyula                  | Olaszország (ITA) · Bino Bini · Renato Anselmi · Gustavo Marzi · Oreste Puliti · Emilio Salafia · Giulio Sarrocchi        | Lengyelország (POL) · Adam Papée · Tadeusz Friedrich · Kazimierz Laskowski · Władysław Segda · Aleksander Małecki · Jerzy Zabielski |
| párbajtőr, csapat                                          | Olaszország (ITA) · Carlo Agostoni · Marcello Bertinetti · Giulio Basletta · Giancarlo Cornaggia-Medici · Renzo Minoli · Franco Riccardi | Franciaország (FRA) · Armand Massard · Georges Buchard · Gaston Amson · Émile Cornic · René Barbier · Bernard Schmetz     | Portugália (POR) · Paulo Leal · Mário de Noronha · Jorge de Paiva · João Sassetti · Frederico Paredes · Henrique da Silveira        |

### Női
| Az 1928. évi nyári olimpiai játékok női érmesei vívásban |                                  |                                       |                                  |
| Versenyszám                                              | Arany                            | Ezüst                                 | Bronz                            |
| tőr, egyéni                                              | Helene Mayer · Németország (GER) | Muriel Freeman · Nagy-Britannia (GBR) | Olga Oelkers · Németország (GER) |

## Magyar részvétel
Az olimpián tizenhat vívó – tizenhárom férfi és három nő – képviselte Magyarországot. A magyar vívók összesen 
- kettő első,
- egy második,
- két ötödik és
- egy hatodik

helyezést értek el, és ezzel huszonnégy olimpiai pontot szereztek.
Az érmes magyar vívókon kívül pontszerző helyen végeztek:
- 5. helyezettek:
  - férfi tőrcsapat (Kálniczky Gusztáv, Piller György, Rozgonyi György, Tóth Péter, Rády József, Tersztyánszky Ödön)
  - Gombos Sándor, kard, egyéni
- 6. helyezett:
  - Danÿ Margit, tőr, egyéni

Nem került az első hat közé:
- Bogen Erna, tőr, egyéni
- férfi párbajtőrcsapat (Bogen Albert, Hajdú János, Hatz Ottó, Piller György, Rády József)
- Hajdú János, párbajtőr, egyéni
- Hatz Ottó, párbajtőr, egyéni
- Rády József, párbajtőr, egyéni
- Rozgonyi György, tőr, egyéni
- Schenker Zoltán, tőr, egyéni
- Tary Gizella, tőr, egyéni